# Перелыгин, Евгений Юрьевич
Евгений Юрьевич Перелыгин (укр. Євген Юрійович Перелигін; род. 16 июня 1962, Днепродзержинск, Днепропетровская область) — украинский дипломат. Чрезвычайный и Полномочный Посол Украины в Ирландии (2004—2006). Чрезвычайный и Полномочный Посол Украины в Италии (2012—2020). Чрезвычайный и Полномочный Посол Украины в Республике Мальта (2013—2020). Чрезвычайный и Полномочный Посол Украины в Республике Сан-Марино (2013—2020).

## Биография
Родился 16 июня 1962 года в Днепродзержинске. Получил высшее образование в 1985 году в Киевском государственном педагогическом институте иностранных языков, и в 1994 году во Всероссийской академии внешней торговли.
С 1984 по 1985 год работал в Представительстве государственного комитета по экономическому сотрудничеству СССР на Кубе в области двустороннего сотрудничества.
С 1990 по 1991 год работал в торговом представительстве в Республике Никарагуа. Спустя 2 года начал работать в Министерстве внешних экономических отношений Украины.
В 1992 году занял пост начальника отдела стран Центральной Европы в  Министерстве иностранных дел Украины.
С 1994 по 1995 год помощник министра, впоследствии директор департамента европейского, регионального сотрудничества Министерства иностранных дел Украины.
В 1996 году Евгений Юрьевич был назначен поверенным в делах Украины в Совете Европы. Через два года он стал советником в Посольстве Украины в Южной Корее.
В 2000 году он занял пост директора Департамента по экономическому и научному сотрудничеству.
С 2000 по 2003 год был национальным координатором Украины в Центральноевропейской инициативе.
С 2001 года — Генеральный директор по вопросам европейской интеграции Министерства иностранных дел Украины и член Коллегии Министерства иностранных дел Украины.
С 5 января 2004 по 1 марта 2006 года — Чрезвычайный и Полномочный Посол Украины в Ирландии.
23 января 2006 года он во второй раз был назначен Постоянным Представителем Украины при Совете Европы. Проработав до 8 февраля 2010 года.
С февраля 2010 года Евгений Юрьевич руководил направлением европейской интеграции в секретариате правительства. Спустя год он был назначен на должность руководителя департамента европейской интеграции Администрации Президента.
28 декабря 2012 года Евгений Перелыгин был назначен указом Президента Украины Чрезвычайным и Полномочным Послом Украины в Итальянской Республике.
23 апреля 2013 года назначен Постоянным представителем Украины при Продовольственной и сельскохозяйственной организации (ФАО) Организации Объединённых Наций по совместительству.
18 октября 2013 года назначен Чрезвычайным и Полномочным Послом Украины в Республике Мальта по совместительству.
6 декабря 2013 года назначен Чрезвычайным и Полномочным Послом Украины в Республике Сан-Марино по совместительству.
15 июля 2020 года он был уволен со всех посольских должностей.

## Дипломатический ранг
- Чрезвычайный и Полномочный Посол (27 декабря 2007)[10].